# Yang Yilin
Yang Yilin (n. 26 august 1992, Huadu District⁠(d), Guangdong, Republica Populară Chineză) este o gimnastă artistică ce a reprezentat Republica Populară Chineză, medaliată olimpică. A participat la o ediție a Jocurilor Olimpice (2008) în care a câștigat o medalie de aur și două medalii de bronz.